# Liești (Galați megye)
Liești község Galați megyében, Moldvában, Romániában.

## Fekvése
A Szeret és a Bârlad folyók találkozásánál helyezkedik el, a megyeszékhelytő Galațitól 52 km-re.

## Történelem
Első írásos említése 1448-ból való.

## Külső hivatkozások
- A településről